# Tanzwut

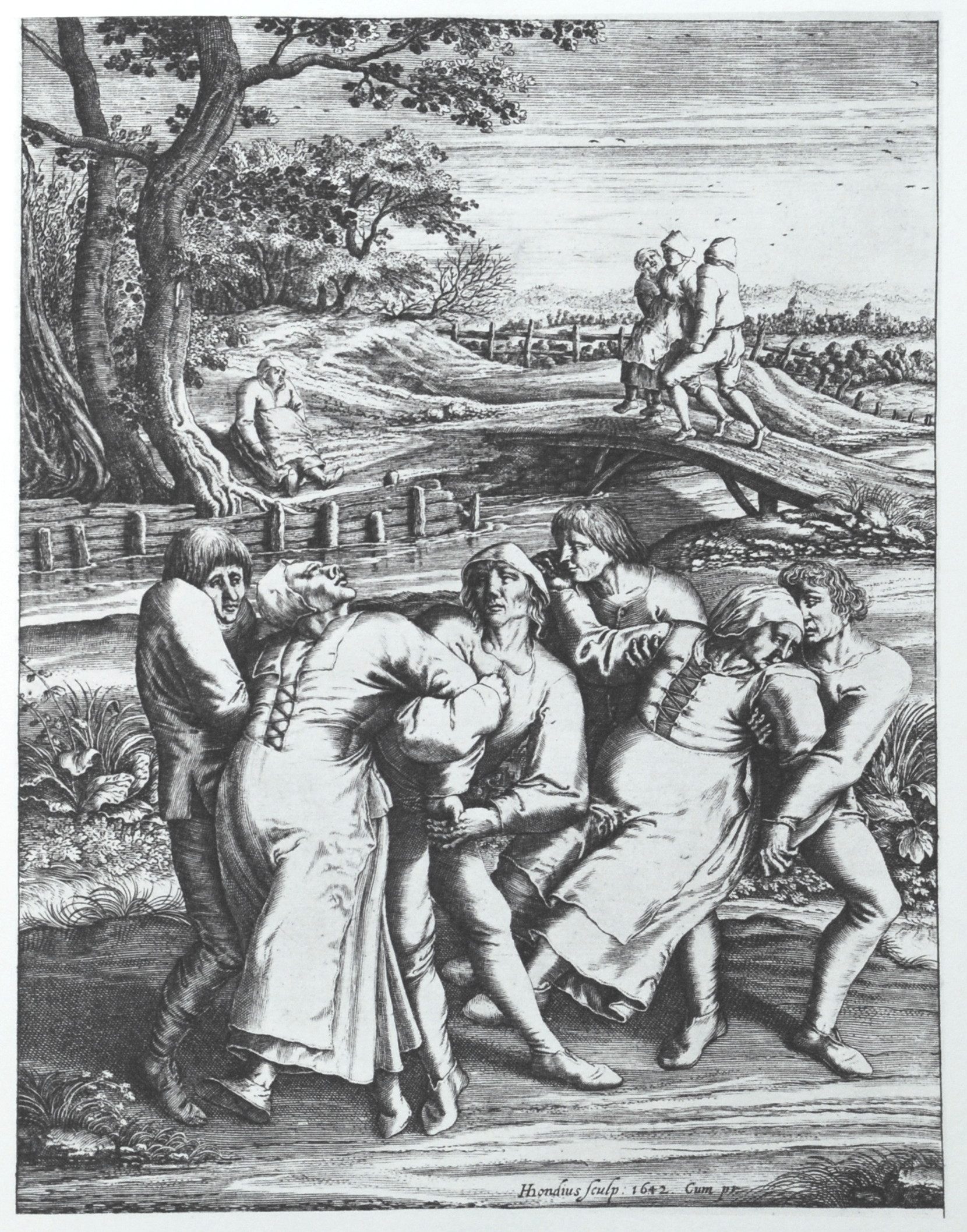
Die Wallfahrt der Fallsüchtigen nach Meulebeeck, Kupferstich von Hendrik Hondius nach einer Zeichnung von Pieter Bruegel dem Älteren aus dem Jahre 1564.

Der Ausdruck Tanzwut (lateinisch Epilepsia saltatoria), auch Tanzkrankheit, Tanzsucht, Tanzplage, Tanzpest oder Choreomanie genannt, bezeichnet eine insbesondere im 14. und 15. Jahrhundert aufgetretene epidemische Erscheinung, die als psychogenes und massenhysterisches Phänomen beschrieben wurde. Große Gruppen von Menschen (genannt dansatores, chorisantes oder chorisatores) tanzten anscheinend willenlos, bis sie erschöpft oder verwundet zusammenbrachen.

## Name
Ursprünglich war die Tanzwut als Veitstanz bekannt, eine Bezeichnung, mit der heute die Symptome der erblichen Krankheit Chorea Huntington (auch „großer Veitstanz“ oder „Chorea major“) bezeichnet werden. Die Bezeichnung Veitstanz bezieht sich auf den Heiligen Veit (lateinisch: Vitus), einen der vierzehn Nothelfer. Der in der katholischen Kirche als Heiliger verehrte Veit ist unter anderem der Schutzpatron der Tänzer und wird in Fällen von Krämpfen, Epilepsie, Tollwut und bei Veitstanz angerufen.

## Theorien über Ursachen und Behandlung
Die Ursachen sind nicht endgültig geklärt; wahrscheinlich handelt es sich um unterschiedliche Phänomene, die aufgrund der äußeren Erscheinungsform zusammengefasst wurden.
Eine Vermutung betrifft religiöse Ekstase, eine andere die halluzinogene Wirkung pflanzlicher Drogen, zum Beispiel durch Nachtschattengewächse wie das Bilsenkraut, oder Vergiftungserscheinungen durch das aus dem Getreide stammende Mutterkorn, die für diese Phänomene ursächlich waren. Eine andere Erklärung ist der Biss der Europäischen Schwarzen Witwe, deren Gift zu unwillkürlichen neuromuskulären Entladungen führt und neben heftigen Schmerzen Muskelkrämpfe auslöst, die unbehandelt tagelang anhalten können. Zwar wurden die Symptome schon bald auf den Biss einer Spinne zurückgeführt, doch wurde die Apulische Tarantel dafür verantwortlich gemacht, die zwar wesentlich weniger Gift als die nachtaktive Europäische Schwarze Witwe besitzt, dafür aber viel größer als diese und auch tagsüber aktiv ist. Hierher rührt die Redensart „wie von der Tarantel gestochen“ für aufbrausendes oder unkontrolliertes Verhalten.

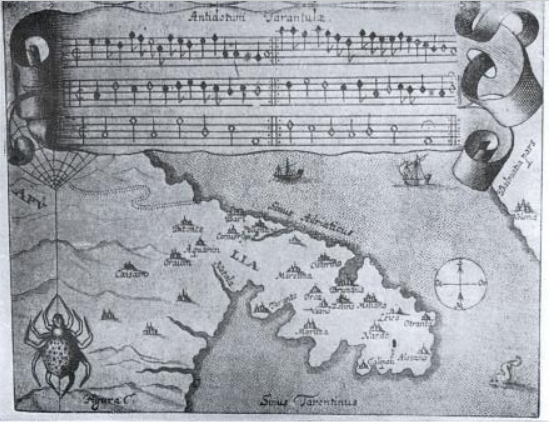
Tarantella aus einem medizinischen Handbuch von Samuel Hafenreffer

Die Therapiemethoden der damaligen Zeit umfassten unter anderem Schwitzkuren oder Behandlung mit Exkrementen. Den Patienten kam vielleicht am ehesten die Tarantella entgegen: ein süditalienischer schneller Volkstanz, der von Musikern im Hause des Opfers gespielt wurde und den unwillkürlichen Zuckungen ein rhythmisches „Antidot“ (so auch der Titel der ersten Sammlung solcher Stücke durch Athanasius Kircher, 1641) entgegengesetzt wurde. Außerdem sollte das Gift auf diese Weise so schnell wie möglich ausgeschwitzt werden. Hier war also die „Tanzwut“ (bis zur völligen Erschöpfung) nicht Symptom, sondern Therapie.
Der Frankfurter Historiker Gregor Rohmann hat 2012 eine neue Interpretation der Hintergründe der Tanzwut des 14. bis 17. Jahrhunderts vorgelegt. Demnach handelt es sich nicht um eine Form von „Hysterie“ oder der durch Halluzinogene induzierten Ekstase, sondern um ein auf religiösen Vorstellungen beruhendes Krankheitskonzept: Wer unfreiwillig tanzte, agierte so das Gefühl aus, von Gott verlassen zu sein. Rohmann zeichnet die Entwicklung dieser Vorstellung seit dem spätantiken Christentum nach. Das frühe Christentum hatte von der nicht-christlichen Philosophie und Naturlehre die Vorstellung übernommen, dass der Kosmos durch die ewig harmonische Kreisbewegung der Sphären und Himmelsmächte geprägt sei. In der neuplatonisch inspirierten Kosmologie des frühmittelalterlichen Christentums wurde daraus der ewige Reigen der Engel und Heiligen um Gott, der sich in der irdischen Kirche spiegele. Der Tanz auf Erden war demnach im antiken Denken als Nachvollzug des himmlischen Reigens lesbar. Die Kirchenväter und mittelalterlichen Theologen übernahmen diese Vorstellung einerseits. Andererseits sahen viele Kirchenleute im alltäglich vollzogenen Tanz eine teuflische Versuchung und so eine Bedrohung für das Seelenheil. Rohmann zeigt, wie sich aus diesem Dilemma seit dem 6. Jahrhundert eine christianisierte Variante des schon in der griechischen Antike bekannten Konzepts von Mania (göttlich inspirierter Wahnsinn) entwickelte. Der Versuch, im irdischen Tanz Zugang zu den himmlischen Sphärenreigen zu erlangen, scheitert. Dieses Scheitern zeigt sich in den unfreiwilligen Tanzbewegungen, die so selbst zum Zeichen von Gottverlassenheit werden. Im Spätmittelalter konkurrierten bei der Behandlung der Tanzenden dann medizinische und religiöse Deutungen.

## Tanzwut während der großen Pestepidemie?
Anders als in populären Darstellungen immer wieder behauptet, trat die Tanzwut nicht im Zusammenhang mit dem Schwarzen Tod der Jahre 1347–1350 oder anderen Pest-Epidemien des 14. oder 15. Jahrhunderts in Erscheinung. Die wichtigsten Tanzwutausbrüche fanden vielmehr 1374, 1463 und 1518 statt. Alle drei Fälle erfassten nicht etwa ganz Europa oder auch nur größere Gebiete, sondern jeweils relativ gut eingrenzbare Verbreitungsräume im Rhein-Mosel-Maas-Raum: 1374 vom Oberrhein bis nach Belgien, 1463 im Eifelgebiet, 1518 in Straßburg. Es sind weitere Einzelzeugnisse im 14. Jahrhundert und danach überliefert. Die Menschen tanzten, bis sie in eine ekstatische Trance gelangten. In diesem Zustand war ihr Müdigkeits- oder Erschöpfungsgefühl ausgeschaltete und sie konnten so lange fortfahren, bis sie vor Erschöpfung zusammenbrachen oder sogar starben.

## Rezeption
- Die britische Hardrockband Black Sabbath veröffentlichte in ihrer psychedelischen Phase ein Lied mit dem Titel St. Vitus Dance (auf ihrem Album Vol. 4). Während der Titel offenkundig den Veitstanz anspricht, handelt der Liedtext von etwas völlig anderem, einer Beziehungskrise.
- Die deutsche Folk-Metal-Band Subway to Sally behandelte den Veitstanz in ihrem gleichnamigen Lied aus dem Album Herzblut (2001), in dessen Refrain heißt es: „Alles dreht sich um mich her / Die Welt versinkt im Farbenmeer.“
- Der britische Rocksänger Peter Gabriel widmete auf seinem 1977 erschienenen Debütalbum[5] das Stück Moribund the Burgermeister[6] dem Veitstanz.
- Die englische Band Florence + the Machine wurde für ihr 2022 erschienenes fünftes Album Dance Fever vom Tanzwut-Phänomen inspiriert.
- Die deutsche Band Tanzwut benannte sich nach dem Phänomen.